# سن-گی، کبک
سن-گی (به فرانسوی: Saint-Guy) شهری در منطقه شهری له باسک ناحیه با-سن-لوران در استان کبک کانادا است. در سرشماری سال ۲۰۱۱ این شهر ۸۹ نفر جمعیت داشته‌است و مساحت آن ۱۴۰٫۰۹ کیلومتر مربع است.